# Lista över skotska klaner

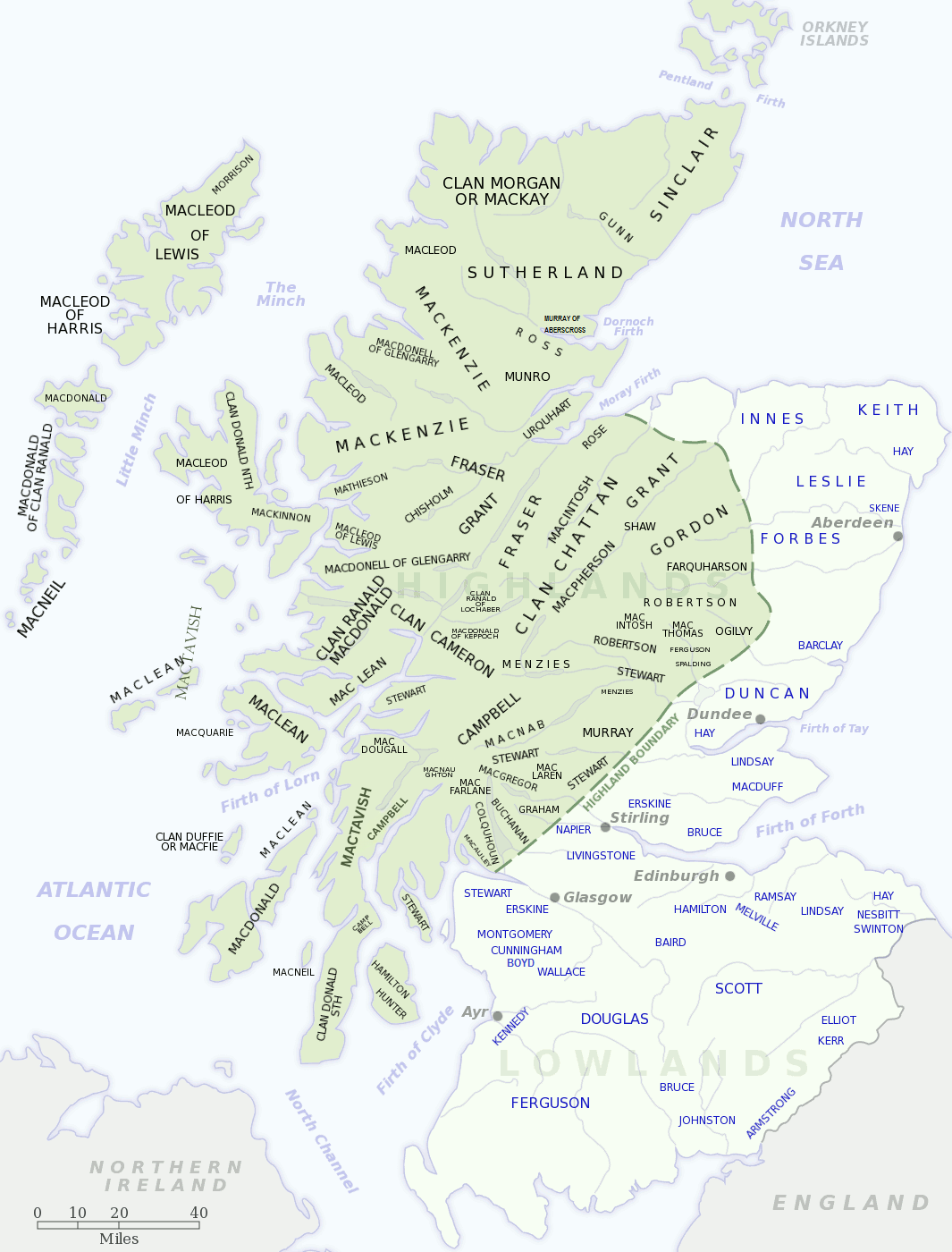
Karta över skotska klaners geografiska position

Detta är en lista över skotska klaner.

## Kända klaner
Klaner med klanhövding (Chief eller Chieftain) är markerade med *

### A
- Abercromby
- Abernethy
- Adair
- Adam
- Agnew*
- Aikenhead
- Ainslie
- Ainton
- Allardice
- Anderson eller MacAndrew
- Anstruther*
- Arbuthnott*
- Armstrong
- Arnott
- Arthur*
- Auchinleck

### B
- Baillie
- Baird
- Balfour
- Bannatyne
- Bannerman*
- Barclay
- Baxter
- Bell
- Bethune
- Beveridge
- Binning
- Bisset
- Blackadder
- Blackstock
- Blair
- Blane
- Blyth
- Borthwick*
- Boswell
- Boyd *
- Boyle*
- Brisbane
- Brodie*
- Broun*
- Bruce*
- Buchan*
- Buchanan
- Butter
- Byres

### C
- Cairns
- Calder
- Caldwell
- Callender
- Cameron*
- Campbell*
- Campbell of Breadalbane
- Campbell of Cawdor*
- Campbell of Possil
- Carmichael*
- Carnegie*
- Carruthers
- Cathcart*
- Chalmers
- Charteris*
- Chattan*
- Cheyne
- Chisholm*
- Clelland
- Clephane
- Cochraine*
- Cockburn
- Colquhoun*
- Colville*
- Congilton
- Craig
- Cranstoun*
- Crawford
- Crichton*
- Crosbie
- Cumming*
- Cunningham*

### D
- Dalmahoy
- Dalrymple
- Dalziel
- Darroch*
- Davidson*
- DelMartino
- Dewar*
- Donnachaidh (Clan Robertson)*
- Douglas
- Drummond*
- Dunbar*
- Duncan
- Dundas*
- Dunlop
- Durie*

### E
- Edmonstone
- Eliott*
- Elphinstone*
- Erskine*
- Ewing

### F
- Fairlie
- Falconer
- Farquharson*
- Fenton
- Fergusson*
- Fleming
- Fletcher
- Forbes*
- Forrester
- Forsyth*
- Fotheringham
- Fraser*
- Fraser of Lovat*
- Fullarton

### G
- Galbraith
- Galloway
- Gardyne
- Gartshore
- Gayre*
- Ged
- Gibsone
- Gladstains
- Glas
- Glen
- Glendinning
- Gordon*
- Graham*
- Grant*
- Gray
- Gregor*
- Grierson*
- Gunn
- Guthrie*

### H
- Haig*
- Haldane*
- Haliburton
- Halkerston
- Halker
- Hall
- Hamilton*
- Hannay*
- Hay*
- Henderson or MacKendrick*
- Hepburn
- Heron
- Herries
- Hogg
- Home*
- Hope*
- Hopkirk
- Horsburg
- Houston
- Hunter*
- Hutton

### I
- Inglis
- Innes
- Irvine*

### J
- Jardine*
- Johnston(e)*

### K
- Keith*
- Kelly
- Kennedy*
- Kerr*
- Kincaid *
- Kinloch
- Kinnaird
- Kinnear*
- Kinninmont
- Kirkaldy
- Kirkpatrick

### L
- Laing
- Lammie
- Lamont*
- Langlands
- Learmonth
- Leask*
- Lennox*
- Leslie*
- Lindsay*
- Little
- Livingston
- Lockhart*
- Logan eller MacLennan
- Logie
- Lumsden*
- Lundin
- Lyle
- Lyon*

### M
- MacAlister*
- MacAulay
- MacBain*
- MacBrayne
- MacDonald*
- MacDonald of Clanranald*
- MacDonald of Keppoch*
- MacDonald of Sleat*
- MacDonald of Glengarry*
- MacDougall*
- MacDowall*
- MacDuff
- MacEwen
- MacFarlane
- Macfie
- Macgillivray
- MacGregor
- MacInnes
- MacIntyre*
- MacIver
- Mackall
- Mackay*
- Mackenzie*
- Mackie
- Mackinnon*
- MacKinlay
- Mackintosh*
- Maclachlan*
- Maclaine of LOchbuie*
- MacLaren*
- MacLea eller Livingstone*
- Maclean
- MacLellan
- MacLennan*
- MacLeod*
- Macleod of the Lewes*
- MacMillan*
- Macnab*
- Macnaghten*
- MacNeacail*
- MacNeil*
- Macpherson*
- Macquarrie
- Macqueen
- Macrae
- MacTavish*
- MacThomas*
- Maitland*
- Makgill
- Malcolm (MacCallum)*
- Mar*
- Marjoribanks*
- Masterton
- Matheson*
- Maule
- Maxton
- Maxwell
- McCorquodale
- McCulloch
- McKerrell
- Meldrum
- Melville
- Menzies*
- Mercer
- Middleton
- Moffatt*
- Moncreiffe*
- Moncur
- Monteith
- Montgomery*
- Monypenny
- Morrison*
- Mouat
- Moubray
- Mow
- Muir
- Muirhead
- Munro*
- Murray*
- Murray of Athol

### N
- Narin
- Napier
- Nesbitt
- Nevoy
- Newlands
- Newton
- Nicolson
- Norvel

### O
- Ochterlony
- Ogilvy
- Oliphant
- Orrock

### P
- Paisley
- Paterson
- Patullo
- Pennycook
- Pentland
- Peter
- Pitblado
- Pitcairn
- Pollock
- Polwarth
- Porterfield
- Preston
- Primrose
- Pringle
- Purves

### R
- Rait
- Ralston
- Ramsay
- Rattray
- Renton
- Riddell
- Robertson
- Rollo
- Rose
- Ross
- Rossie
- Routledge
- Russell
- Rutherford
- Ruthven

### S
- Sandilands
- Schaw
- Scott
- Scrymgeour
- Sempill
- Seton
- Shaw of Tordarroch
- Sinclair
- Skene
- Slirving
- Somerville
- Spalding
- Spens
- Spottiswood
- Stewart
- Stewart of Appin
- Stirling
- Strachan
- Straiton
- Strange
- Stuart of Bute
- Sutherland
- Swinton
- Sydserf
- Symmers

### T
- Tailyour
- Tait
- Tennant
- Trotter
- Troup
- Turnbull
- Tweedie

### U
- Udny
- Urquhart

### V
- Vans

### W
- Walkinshaw
- Wallace
- Wardlaw
- Watson
- Wauchope
- Weddenburn
- Weir
- Wemyss
- Whitefoord
- Whitelaw
- Wishart
- Wood

### Y
- Young